# Clifford Graham
Clifford John "Cliff" Graham, född 18 mars 1900 i Toronto, död 24 maj 1986 i Toronto, var en kanadensisk boxare.
Graham blev olympisk silvermedaljör i bantamvikt i boxning vid sommarspelen 1920 i Antwerpen.